# Enlightened Sound Daemon
Enlightment Sound Daemon (inne nazwy: EsounD, ESD) – serwer dźwięku dla GNOME i Enlightenment.
Działanie tego serwera dźwięku polega na miksowaniu wyjść różnych strumieni audio i przekazywaniu połączonego wyjścia na kartę dźwiękową. Wspiera również przekazywanie dźwięku przez sieć komputerową.
Aby program obsługiwał EsounD, obsługa musi być utworzone specjalnie dla tego programu. W związku z faktem, iż EsounD istnieje ponad dziesięć lat, dłużej niż jakikolwiek inny serwer dźwięku, bardzo duża liczba programów dla Uniksa ma wbudowaną obsługę lub dodatek włączający obsługę ESD.
ESD było rozwijane jako część GNOME do kwietnia 2009, aż do przeniesienia obsługi zdarzeń dźwiękowych na GStreamer lub PulseAudio oraz modułów ESD na libcanberra.